# 1878年臺灣
|        | 臺灣歷史 \| 台灣歷史年表 |
| 世纪： | 18世纪臺灣 \| 19世纪臺灣 \| 20世纪臺灣 |
| 年代： | 1840年代臺灣 \| 1850年代臺灣 \| 1860年代臺灣 \| 1870年代臺灣 \| 1880年代臺灣 \| 1890年代臺灣 \| 1900年代臺灣                                           |
| 年份： | 1873年臺灣 \| 1874年臺灣 \| 1875年臺灣 \| 1876年臺灣 \| 1877年臺灣 \| 1878年臺灣 \| 1879年臺灣 \| 1880年臺灣 \| 1881年臺灣 \| 1882年臺灣 \| 1883年臺灣 |
| 纪年： | 戊寅年（虎年）、清朝光绪4年 |

1878年臺灣發生加禮宛事件，噶瑪蘭族和撒奇萊雅族遭清軍屠殺。

## 政府

### 斯卡羅酋邦

瑯嶠君主：朱雷（Cudjuy Garuljigulj）

### 清帝國

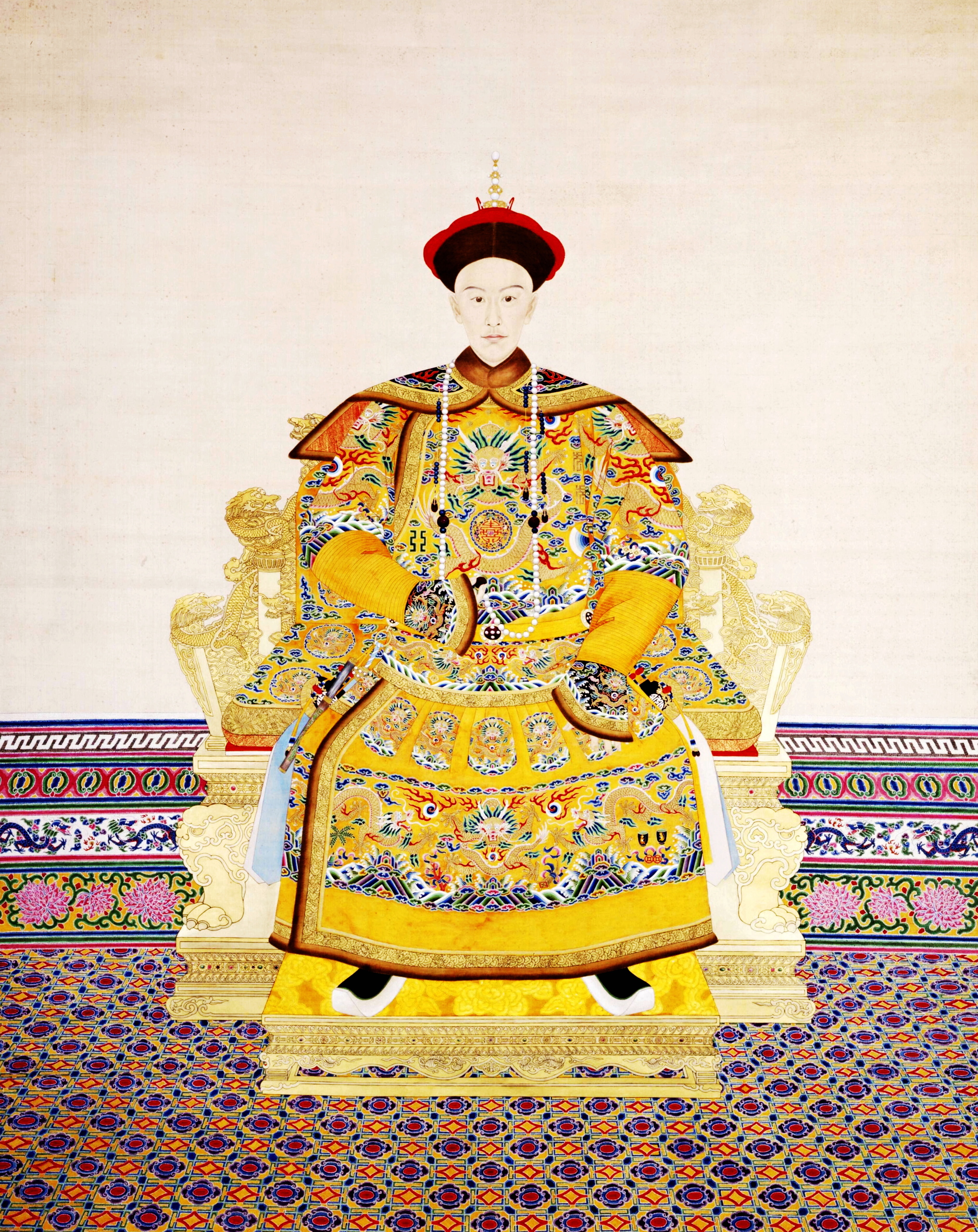
清朝皇帝：光绪帝
臺灣府知府：張夢元

## 大事記
- 6月－9月：加禮宛事件，噶瑪蘭族和撒奇萊雅族遭清軍屠殺。[1]

## 出生
- 12月16日：陳純精